# Workingmen’s Party of California

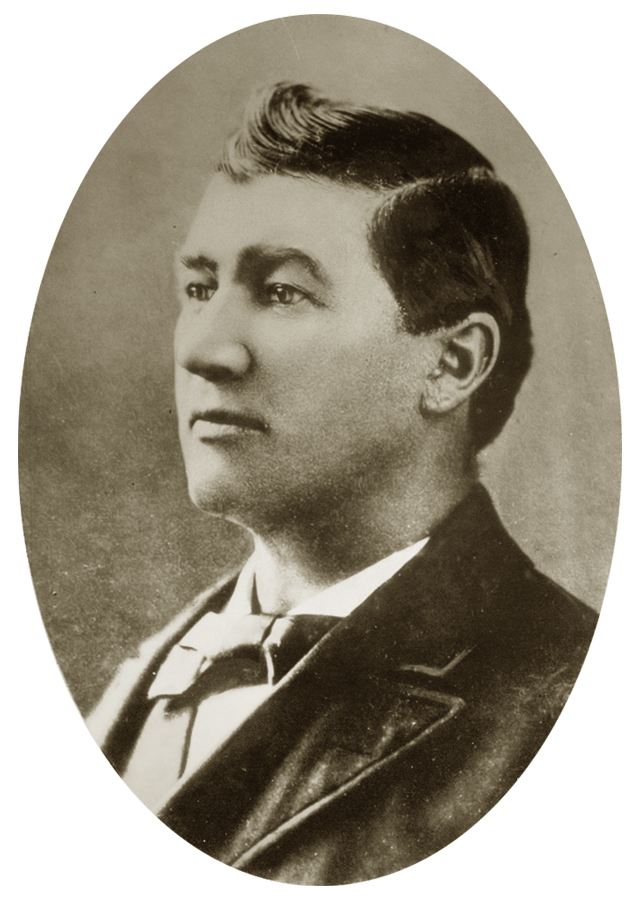
Denis Kearney

Die Workingmen’s Party of California (WPC) war eine gewerkschaftlich orientierte Partei in Kalifornien während des Gilded Age, die vor allem durch ihre antichinesische Agenda Bekanntheit erlangte. 
Vor dem Hintergrund von Eisenbahnerstreiks und gewalttätigen Protesten in San Francisco wurde am 5. Oktober 1877 von dem selbstständigen Rollkutscher und Irischamerikaner Denis Kearney die WPC gegründet. Sie forderte den Achtstundentag sowie öffentliche Beschäftigungsprogramme für Arbeitslose. Populär wurde die WPC vor allem aufgrund ihres Rassismus gegenüber Sinoamerikanern, da viele Arbeiter durch die zunehmende chinesische Zuwanderung Lohndumping und Arbeitsplatzverlust befürchteten. Die WPC erreichte bald Kontrolle über San Francisco und zu dieser Zeit kleineren Städten wie Santa Barbara und Los Angeles, was auch mit der Begabung Kearneys als Redner zusammenhing. Im März 1878 stellte die WPC die Bürgermeister von Oakland und Sacramento und gab an, alleine in San Francisco 15.000 Mitglieder zu haben. In der Folge wurde eine eigene Zeitung herausgegeben und eine Parteiorganisation in 40 der 52 Counties von Kalifornien aufgebaut. Am bedeutsamsten waren die Wahlen zur Versammlung für die Überarbeitung der Verfassung von Kalifornien im Juni 1878, bei der die WPC ein Drittel der Delegierten stellte. Hier gelang es der WPC in der Folge den Achtstundentag im Öffentlichen Dienst in der Verfassung festzuschreiben. Des Weiteren setzte sie ein Beschäftigungsverbot für Chinesen im Öffentlichen Dienst und in kalifornisch lizenzierten Unternehmen durch, welches aber gerichtlich zeitverzugsarm gekippt wurde, und eine Kontrolle der Eisenbahnunternehmen durch die Legislative.
Im Jahr 1879 akzeptierte der hochrangige Demokrat William F. White die Nominierung für die Wahlen zum Gouverneur durch die WPC, wo er 28 % der Stimmen erreichte. Im Senat von Kalifornien gewann die WPC in diesem Jahr 11 Sitze und in der California State Assembly 17, womit sie insgesamt erfolgreicher war als die Demokraten. Besonders stark schnitt sie in San Francisco ab, wo sie in der Folge Bürgermeister, Sheriff, District Attorney und etliche weitere Amtspersonen stellte. Im Jahr 1880 verlor die WPC zunehmend an Rückhalt und zerstritt sich über die Parteiführung durch Kearney, was ihren Niedergang auslöste. Viele Mitglieder verließen nun die WPC und kehrten zu den Demokraten zurück, wobei sie ihre antimonopolistischen und antichinesischen Ansichten beibehielten und damit die Ausrichtung der Demokraten in Kalifornien wesentlich beeinflussten. Schon bald wurden diese als Kernforderungen in das Programm der Demokraten aufgenommen.
Bevor die WPC im Anschluss in der Bedeutungslosigkeit verschwand, konnte sie zwei politische Erfolge verbuchen: Zum einen wurde durch den Bundesstaat eine Kommission zur Regulierung der übermächtigen Central Pacific Railroad eingerichtet, zum anderen wurde 1882 vom Kongress der Vereinigten Staaten der Chinese Exclusion Act verabschiedet.